# На нишану
На нишану (енгл. Shooter)  је амерички акциони филм, базиран на роману Стивена Хантера. Филм је режирао Антоан Фјукуа, док главну улогу игра: Марк Волберг.

## Радња
Бивши наредник маринског корпуса Боб Ли Свагер (Марк Волберг) један је од ретких снајпериста у САД који могу да гађају мете са велике удаљености. Живи у својој кући у планини, све док му се изненада не појави пуковник Џонсон (Дени Гловер). Он тражи од Свагера да му помогне да пронађе снајперисту убицу који се спрема да убије председника током његовог говора у четири града. Боб пристаје и успева да одреди најпогоднији положај за гађање, који је у Филаделфији.
Међутим, по наређењу Џонсона, за кога се испоставило да је издајник, покушавају да убију Лија, али он се извлачи са повредама. Снајпериста пуца на председника, али убија надбискупа из Африке. Наредник одлази код своје пријатељице - Саре Фен, удовице преминулог војника Донија, која је била Лијева пријатељица. Сара узима Лија и помаже му да се опорави, након чега развијају аферу. Да би дошао до криминалаца, Свагер уз помоћ Саре контактира агента ФБИ Ника Мемфиса, са којим је имао случајни контакт, али га непознате особе киднапују. Свагер иде стопама криминалаца и ослобађа Ника, убијајући све плаћенике заједно са њим. Они удружују снаге. Хероји успевају да стигну до снајпериста који је пуцао током говора председника. Он открива да је права мета био надбискуп, пошто је група плаћеника, по наређењу сенатора Мичама, убила становнике малог села у Африци како би изградила нафтну платформу. Снајпериста врши самоубиство, а Лија и Мемфиса нападају убице, али успевају да преживе.
Џонсон наређује да Сара ухвате и организује састанак за Свагера у планинама. Боб стиже на место, а сам Мичам стиже хеликоптером заједно са чуварима. Ли ослобађа Сару и убија све плаћенике, уништавајући траку са речима бившег снајпериста. Агенти ФБИ које је послао Мемфис хапсе све присутне. На суђењу, Џонсон и Мичам су ослобођени оптужби и тријумфално одлазе. Увече Ли долази на дачу где су се сместили сенатор и Џонсон и немилосрдно их убија спаљивањем куће. На крају, Свагер и Сара одлазе аутомобилом у непознатом правцу.

## Улоге
| Глумац           | Улога                               |
| ---------------- | ----------------------------------- |
| Марк Волберг     | артиљеријски наредник Боб Ли Свагер |
| Мајкл Пења       | специјални агент ФБИ-ја Ник Мемфис  |
| Дани Главер      | пуковник Ајзак Џонсон               |
| Кејт Мара        | Сара Фен                            |
| Елајас Котијас   | Џек Пејн                            |
| Рона Митра       | специјални агент                    |
| Џонатан Вокер    | Луи Доблер                          |
| Џастин Луис      | специјални агент Хауард Пернел      |
| Тејт Донован     | Рас Тернер                          |
| Раде Шербеџија   | Мајкл Сандор / Михаило Сербјак      |
| Нед Бејти        | сенатор Чарлс Ф. Мичум              |
| Алан К. Питерсон | полицајац Стенли Тимонс             |
| Лејн Гарисон     | разводник Дони Фен                  |
| Брајан Маркинсон | заступник генерал Расерт            |
| Ливон Хелм       | господин Рејт                       |